# Дельта-вариант SARS-CoV-2
Дельта-вариант SARS-CoV-2 (штамм B.1.617.2) — один из вариантов коронавируса SARS-CoV-2, возбудителя COVID-19, относящийся к линии B.1.617. Впервые обнаружен и описан в Индии.
Передача происходит в разных возрастных группах, включая лиц от 12 до 20 лет. Инкубационный период составляет не 3—7 дней, а 1—3 дня. Также отмечается повышенная по сравнению с другими штаммами вирусная нагрузка. Период выведения возбудителя из организма составляет 13—15 дней, в то время как для других[каких?] вариантов он составляет 7—9 дней.
Вызывает простудные симптомы в тяжелой форме, включая недомогание, повышенную температуру, мигрень (головную боль), боль в горле, кашель и ринит. Риск госпитализации по сравнению с альфа-вариантом выше в 1,85 раза.
По данным на конец декабря 2021 года, вариант дельта быстро вытеснялся омикрон-вариантом в тех странах, где последний начал распространяться (в частности, так происходило в Дании, Норвегии, Великобритании и США).

## Изменения вируса
Характерной особенностью варианта дельта является аминокислотная замена P681R в S-белке, благодаря которой вирус стал более заразным.
14 июня 2021 года в Индии был обнаружен мутировавший вариант B.1.617.2, который известен как вариант AY.1 или «дельта плюс». «Дельта плюс» отличается наличием в S-белке мутации K417N, которая способна снижать активность антител у переболевших и вакцинированных людей. Минздрав Индии назвал три отличительных признака «дельты плюс»: повышенная контагиозность, усиленная способность связываться с рецепторами клеток легких и потенциальная устойчивость к терапии моноклональными антителами. Благодаря этой замене вирус быстрее связывается с клетками легких человека. Имеется предположение, что K417N также помогает вирусу уклоняться от нейтрализующих антител. Схожие мутации имеются у вариантов бета и гамма.
В октябре 2021 года при анализе эволюции варианта дельта был обнаружен новый вариант AY.4.2, обладающий большей контагиозностью, чем предыдущие: на 10—15 % заразнее варианта дельта. В Великобритании на его долю приходился каждый десятый случай заражения коронавирусом в стране.

## Распространение
К началу июля 2021 года были зафиксированы случаи заражения дельта-вариантом в 98 странах как с высоким, так и с низким уровнем вакцинации населения, во многих странах он становился доминантным.

### В России
В России первые случаи инфекции вариантом дельта были зафиксированы в апреле 2021 года, а в июне их распространённость составила 41 %.. По информации на середину июня 2021 года, доля дельта-варианта (B.1.617 по классификации PANGO) за предшествующие четыре недели составила в России 63,2 %, о чём указано на международной платформе GISAID, которая обеспечивает открытый доступ к геномным последовательностям вирусов гриппа и коронавируса и географическим данным распространения вариантов коронавируса. Аналогичные данные можно было найти в базе проекта Бернского и Базельского университетов Швейцарии CoVariants, где указывалось, что во второй половине мая 2021 года доля дельта-варианта для секвенированных образцов из России составляла 66 %. По данным Российского консорциума по секвенированию геномов SARS-CoV-2 (Coronavirus Russian Genetic Initiative, CoRGI), дельта-вариант занимал чуть больше половины (52 %) в образцах, полученных в Санкт-Петербурге в мае 2021 года, а в июне 2021 года — более 90 %.
По Санкт-Петербургу дельта-вариант распространился за 2 месяца и в конце второй декады июня 2021 года потеснил вариант альфа. Санкт-Петербург — единственный регион России с достаточными данными по секвенированию коронавирусов.
29 июня 2021 года Роспотребнадзор заявил об обнаружении в России варианта «дельта-плюс».
13 июля 2021 года главный санитарный врач Ростовской области заявил, что за предшествующие 3 недели специалисты Роспотребнадзора выявляют исключительно дельта-вариант, при этом в 90 % случаев его носители не выезжали за границу. Кроме того, этот вариант выявляли у граждан, прибывающих из Таджикистана, Узбекистана и Киргизии.